# Bracon occipitalis
Bracon occipitalis är en stekelart som beskrevs av Gaspard Auguste Brullé 1846. Bracon occipitalis ingår i släktet Bracon och familjen bracksteklar. Inga underarter finns listade.